# نومزامو مباثا
نومزامو مباثا (بالإنجليزية: Nomzamo Mbatha)‏ هي مُمثلة جنوب أفريقية.

## طفولتها ومسارها التعليمي
وُلدت نومزامو مباثا يوم 13 يوليو 1990 في إقليم كوازولو ناتال في جنوب أفريقيا. في 2018، تخرجت من جامعة كيب تاون، حيث حصلت على بكالوريوس في التجارة والمُحاسبة.

## روابط خارجية
نومزامو مباثا على موقع IMDb (الإنجليزية)
- نومزامو مباثا على موقع قاعدة بيانات الفيلم (الإنجليزية)